# 花ざかり (村下孝蔵のアルバム)
『花ざかり』（はなざかり）は、村下孝蔵が1984年にリリースした5枚目のオリジナル・アルバム。

## 解説
シングル「少女」「夢のつづき」を収録。
A面・1曲目の「かげふみ」は高田みづえに提供した、同名楽曲のシングル（1984年10月1日リリース）のセルフカバーである。
1990年にCD選書として、2013年にはBlu-spec CD2としてリマスタリングが施され再リリースされている。

## 収録曲
- 全曲作詞・作曲：村下孝蔵
- 編曲：水谷公生
- コーラスアレンジ：町支寛二

### SIDE 1
1. かげふみ
2. 夢のつづき
3. 北斗七星
4. 似顔絵
「夢のつづき」のB面曲。
5. 大安吉日

### SIDE 2
1. 少女
2. 女優
3. 手紙
4. とまりぎ
5. 花ざかりの森

## 参加ミュージシャン
- Drums：高橋伸之、菊地丈夫
- Bass：長岡道夫、岡沢茂
- Keyboards：福田裕彦、佐藤準、渋井博、水谷公生
- E.Guitar：水谷公生
- A.Guitar：水谷公生、村下孝蔵
- Chorus：町支寛二
- Duet Vocal：伊藤美奈子（「大安吉日」）